# Старий Город
Старий Го́род (рос. Старый Город, ерз. Старый Город) — село у складі Темниковського району Мордовії, Росія. Входить до складу Старогородського сільського поселення.
Населення — 508 осіб (2010; 589 у 2002).
Національний склад (станом на 2002 рік):
- росіяни — 94 %